# Осбен, Марио
Ма́рио Игна́сио Осбе́н Ме́ндес (исп. Mario Ignacio Osbén Méndez; 14 июля 1950, Чигуаянте, Чили — 7 февраля 2021, там же) — чилийский футболист, выступавший на позиции вратаря.

## Карьера

### Клубная
Марио Осбен начал свою профессиональную карьеру в 1970 году, подписав контракт с клубом «Депортес Консепсьон» из Консепсьона. Через год он перешёл в «Ньюбленсе». Проведя один сезон в этом клубе, он перешёл в другой чилийский клуб «Унион Эспаньола», где он провёл шесть сезонов.
После этого Осбен подписал контракт с «Коло-Коло», с которым он выигрывает два раз в чемпионате страны и трижды кубок Чили.
В 1986 году Марио Осбен перешёл в «Кобрелоа», в составе которого в 1991 году был признан игроком года в Чили.

### Сборная
11 июля 1979 года Марио Осбен был вызван в сборную Чили на матч против сборной Уругвая. Также он был основным вратарём на чемпионате мира 1982 года.
В общей сложности Осбен сыграл 36 матчей за сборную Чили.

## Достижения

### Командные

#### Унион Эспаньола
- Чемпионат Чили: 1975, 1977

#### Коло-Коло
- Чемпионат Чили: 1981, 1983
- Кубок Чили: 1980/81, 1981/82, 1984/85

#### Кобрелоа
- Чемпионат Чили: 1988, 1992
- Кубок Чили: 1985/86

### Личные

#### Коло-Коло
- Футболист года в Чили: 1991